# Француска депеша
Француска депеша (енгл. The French Dispatch) је америчка антологијска драмедија из 2021. године, режисера и сценаристе Веса Андерсона, према причи коју је он смислио са Романом Кополом, Хјугом Гинисом и Џејсоном Шварцманом. Филм се усредсређује на три различите приче француског страног бироа измишљених канзаских новина. У филму је представљена ансамблска подела улога које тумаче Бенисио дел Торо, Ејдријен Броди, Тилда Свинтон, Леа Седу, Франсес Макдорманд, Тимоти Шаламе, Лина Курди, Џефри Рајт, Матје Амалрик, Стивен Парк, Бил Мари и Овен Вилсон.
Споредне улоге тумачи неколико Андерсонових ранијих сарадника, међу којима су Лијев Шрајбер, Едвард Нортон, Вилем Дафо, Серше Ронан, Џејсон Шварцман и Анџелика Хјустон, између осталих. Филм је први пут споменут у августу 2018. као неименовани мјузикл смештен након Другог светског рата. Тог децембра, филм је званично најављен, а Андерсон га је назвао „љубавним писмом новинарима”. Филм је сниман између новембра 2018. и марта 2019. у Ангулему у Француској. Током пост-продукције, филм је монтирао Ендру Вајсблум, а музику је компоновао Александр Деспла.
Филм је премијерно приказан 12. јула 2021. на Канском филмском фестивалу, док је у америчким биоскопима издат 22. октобра исте године. Добио је углавном позитивне критике критичара, који су нарочито похвалили музику, дизајн продукције и глуму.

## Радња
Године 1975, у измишљеном француском градићу Ануи-сур-Бласе (са француског, буквално, „досада на апатичном”), Артур Ховицер Млађи, уредник часописа Француска депеша, изненада умире од срчаног удара. Према жељи исказаној у свом тестаменту, издавање часописа се одмах обуставља након једног завршног комеморативног броја, у којем су објављена четири чланка, уз читуљу.

### Репортер бициклиста
Хербсент Сазерак предводи бициклистички обилазак Ануи-сур-Бласеа, демонстрирајући неколико кључних области као што су аркаде, кафић „Ле Санс Благ” и уличица џепароша. Он пореди прошлост и садашњост сваког места, показујући колико се много, а ипак, мало променило у Ануију током времена.

### Бетонско ремек дело
Џ. К. Л. Беренсен држи предавање у уметничкој галерији своје бивше послодавкиње, Апшер „Мо” Клампет, у којем детаљно описује каријеру Мозеса Розенталера. Розенталер, ментално поремећени уметник који служи казну у затвору Ануи због убиства, слика апстрактни наги портрет Симон, затворске службенице са којом развија везу. Џулијен Кадазио, трговац уметнинама који такође служи казну због утаје пореза, моментално постаје опчињен сликом и купује је упркос Розенталеровом одбијању. Након пуштања на слободу, Кадазио убеђује своју породицу излагача уметности да је изложи, а Розенталер убрзо постаје сензација у свету уметности. Приватно, Розенталер се бори са инспирацијом и посвећује се дугорочном пројекту.
Три године касније, Кадазио, његови ујаци, Клампетова, Беренсенова и гомила уметника инспирисаних Розенталером, сви фрустрирани недостатком новијих слика, подмићују затворске чуваре да би се суочили са њим, али откривају да је његово ремек дело заправо низ фресака у бетонској затворској сали. Љут што се слике не могу изнети из затвора, Кадазио улази у физички обрачун са Розенталером, али убрзо почиње да цени слике онакве какве јесу, и касније организује да се цео зид из затвора пребаци ваздушним путем у приватни музеј у Канзасу, у власништву Клампетове. Због својих поступака у заустављању затворске побуне која је избила током откривања слика, Розенталер је пуштен на условну казну. Симон такође одлази пошто је зарадила велику суму новца након што је постала инспирација и мотивација за Розенталера током његовог боравка у затвору. Симон и Розенталер одржавају преписку након његовог пуштања на слободу.

### Ревизије манифеста
Лусинда Кременц извештава о студентском протесту који је избио на улицама Ануија који је убрзо прерастао у „револуцију шаховске табле”. Док је револуција у почетку инспирисана ситним бригама око приступа женском студентском дому, трауматично регрутовање у војску једног студента, Мич-Мича, инспирише већи устанак.
Упркос њеном инсистирању на одржавању „ новинарске неутралности”, Кременцова има кратку романсу са Зефирелијем, самозваним вођом побуне, и тајно му помаже да напише свој манифест и додаје му додатак. Џулијет, друга револуционарка, није импресионирана његовим манифестом. Након што накратко изразе своје неслагање око његовог садржаја, Кременцова открива да је Џулијет у ствари заљубљена у Зефирелија и да је љубоморна на њену блискост са њим. Она тада каже њима двома да „иду да воде љубав”, што они и раде.
Неколико недеља касније, Зефирели умире покушавајући да поправи торањ револуционарне пиратске радио станице, а ускоро фотографија његовог лика постаје симбол покрета. Пет година касније, Кременцова преводи Мич-Мичеву позоришну драматизацију његовог регрутације и Зефирелијеве смрти за продукцију његове драме у Националној позоришној кући.

### Приватна трпезарија комесара полиције
Током телевизијског интервјуа, Роубак Рајт препричава причу о свом присуству приватној вечери са комесаром полиције Ануија, коју је припремио легендарни полицајац/кувар поручник Нескафије. Нескафије је познати специјалиста за врсту високе кухиње посебно дизајниране да је једу запослени полицајци. Вечера је прекинута када су криминалци, предвођени пропалим музичарем под називом Шофер, киднаповали комесаровог сина Жижија и држе га ради откупа.
Киднапери представљају зараћене криминалне синдикате Ануи-сур-Бласеа и захтевају ослобађање рачуновође из подземља Алберта, званог „Абакус”, који поседује њихове заједничке финансијске податке. Абакус се налази у самици у седишту полиције. Рајт се сећа сопственог заточеништва у тој истој ћелији због своје хомосексуалности, због чега га је Ховицер избавио и понудио му посао у Француској депеши.
Након пуцњаве у скровишту киднапера, Жижи успева да потајно пошаље поруку Морзеовом азбуком да „пошаљу кувара”. Поручник Нескафије је послат у скровиште отмичара, наводно да обезбеди храну и њима и Жижију, али потајно је отровао храну. Сви криминалци подлежу отрову осим Жижија и Шофера јер ниједан није јео отроване ротквице, а Нескафије једва преживљава (због његовог снажног стомака). Шофер бежи са Жижијем и води полицију у потеру. Жижи успева да побегне кроз шибер аутомобила и поново се сусреће са оцем. Током опоравка, Нескафије спасава Абакуса од глади и припрема му омлет, а затвореник је био потпуно заборављен у метежу.
Назад у канцеларији Француске депеше, Ховицер каже Рајту да поново унесе избрисани сегмент извештаја. У њему, Нескафије који се опоравља каже Рајту да је укус отрова био другачији од било чега што је икада раније јео, пре него што су сажаљевали због тога што су странци у Француској. Ховицер и Рајт се не слажу око тога да ли је овај разговор срж дела.

### Читуља
У епилогу, запослени у Француској депеши оплакује Ховицерову смрт, али приањају на посао састављања последњег комеморативног издања часописа.

## Улоге
| Глумац             | Улога                  |
| ------------------ | ---------------------- |
| Бенисио дел Торо   | Мозес Розенталер       |
| Ејдријен Броди     | Џулијен Кадазио        |
| Тилда Свинтон      | Џ. К. Л. Беренсен      |
| Леа Седу           | Симон                  |
| Франсес Макдорманд | Лусинда Кременц        |
| Тимоти Шаламе      | Зефирели               |
| Лина Курди         | Џулијет                |
| Џефри Рајт         | Роубак Рајт            |
| Алекс Лотер        | Морисот                |
| Матје Амалрик      | полицајац              |
| Стивен Парк        | поручник Нескафије     |
| Бил Мари           | Артур Ховицер Млађи    |
| Овен Вилсон        | Хербсент Сазерак       |
| Лијев Шрајбер      | водитељ                |
| Елизабет Мос       | алумна                 |
| Едвард Нортон      | Шофер                  |
| Вилем Дафо         | затвореник             |
| Лоис Смит          | Апшер Клампет          |
| Серше Ронан        | мистериозна жена       |
| Кристоф Валц       | Борис Шомерс           |
| Сесил де Франс     | госпођа Б              |
| Гијом Галијен      | господин Б             |
| Џејсон Шварцман    | Хермес Џоунс           |
| Тони Револори      | млади Мозес Розенталер |
| Руперт Френд       | наредник               |
| Хенри Винклер      | ујак Џо                |
| Боб Балабан        | ујак Ник               |
| Иполит Жирардо     | Шу-флер                |
| Анџелика Хјустон   | нараторка              |